# Campanula speciosa
Campanula speciosa är en klockväxtart som beskrevs av Pierre André Pourret de Figeac. Campanula speciosa ingår i släktet blåklockor, och familjen klockväxter.

## Underarter
Arten delas in i följande underarter:
- C. s. affinis
- C. s. speciosa

## Bildgalleri

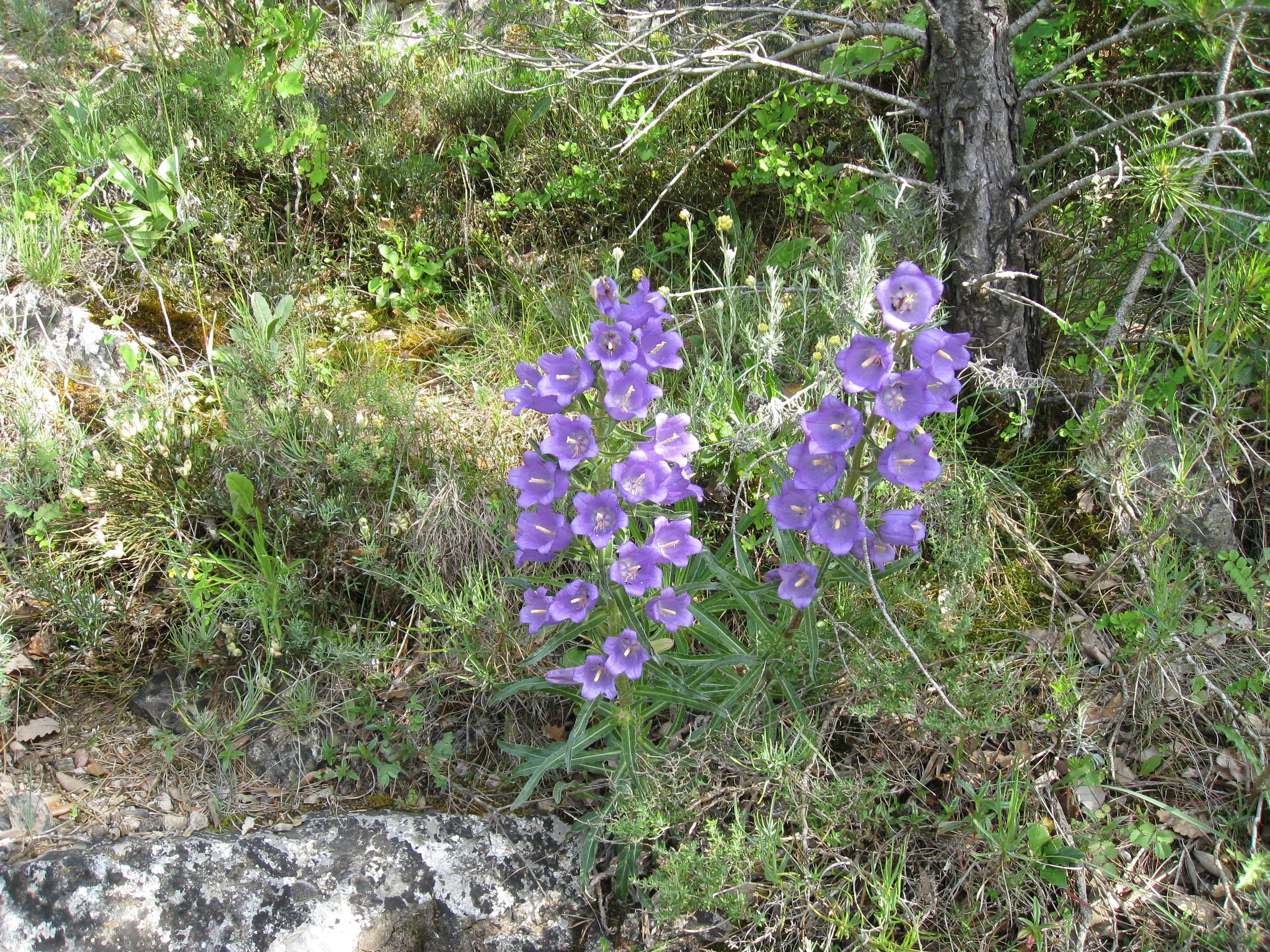
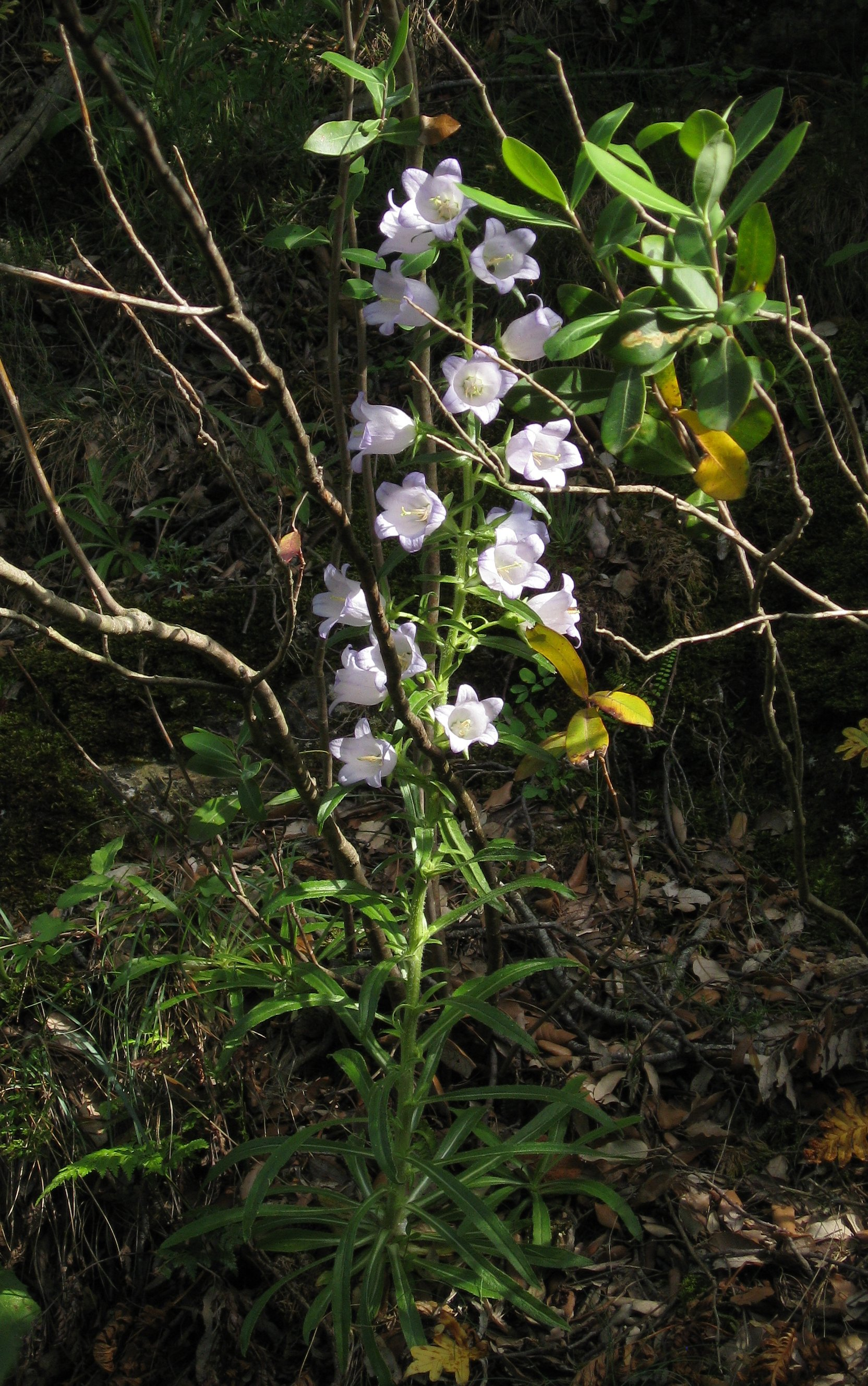
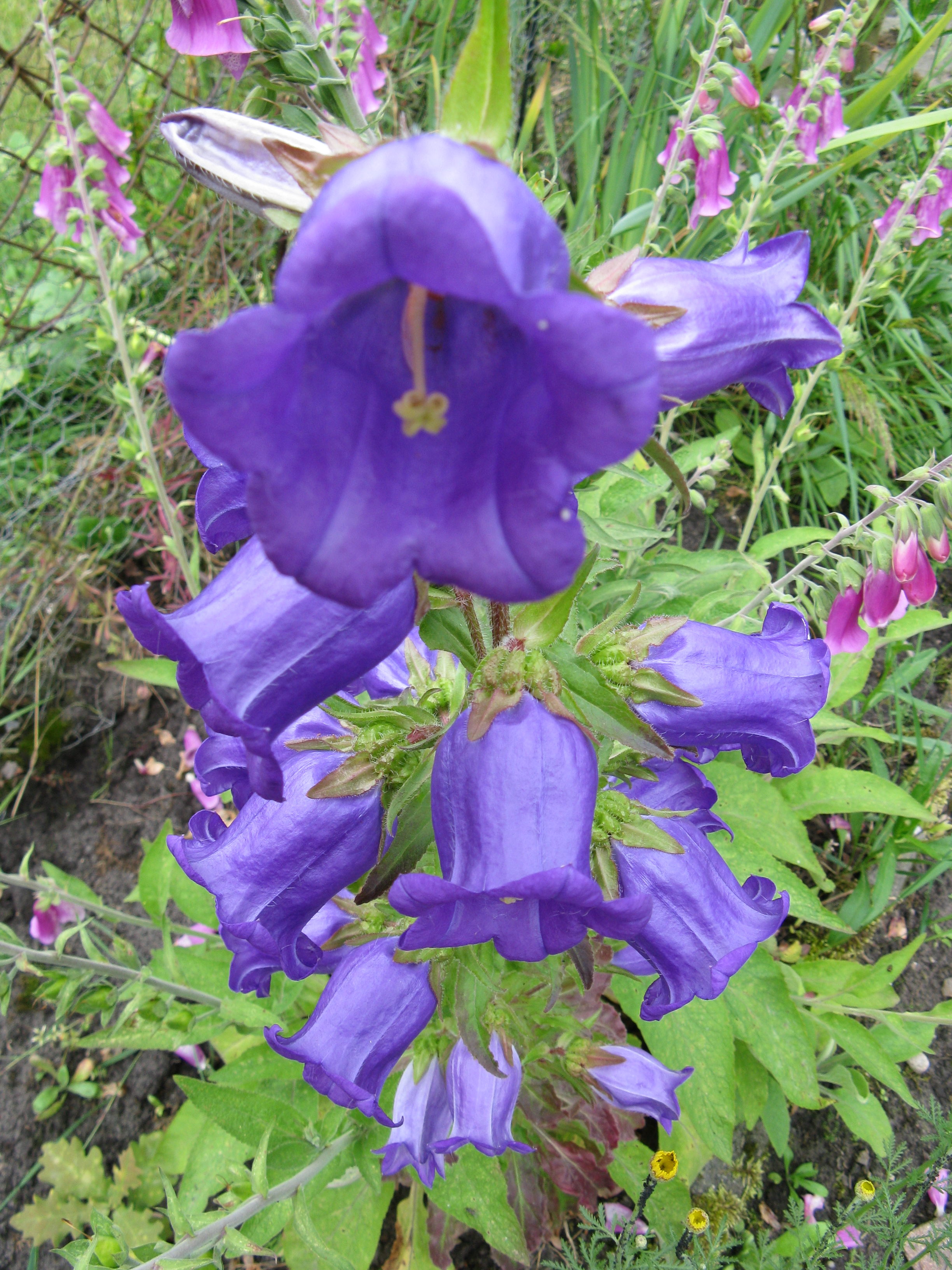